# Elisabeth Jeggle

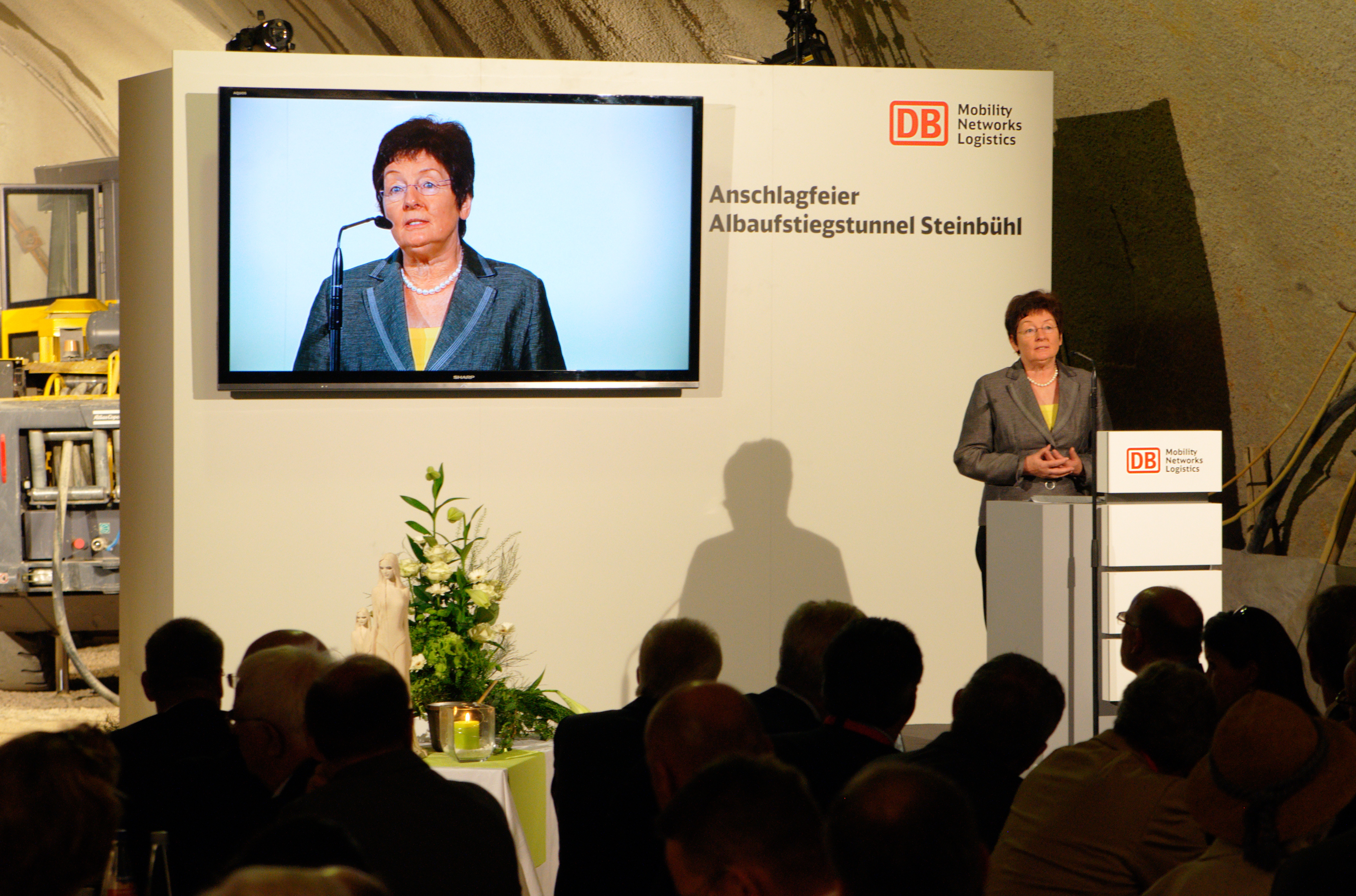
Rede Elisabeth Jeggles bei der Anschlagfeier des Steinbühltunnels (Juli 2013)

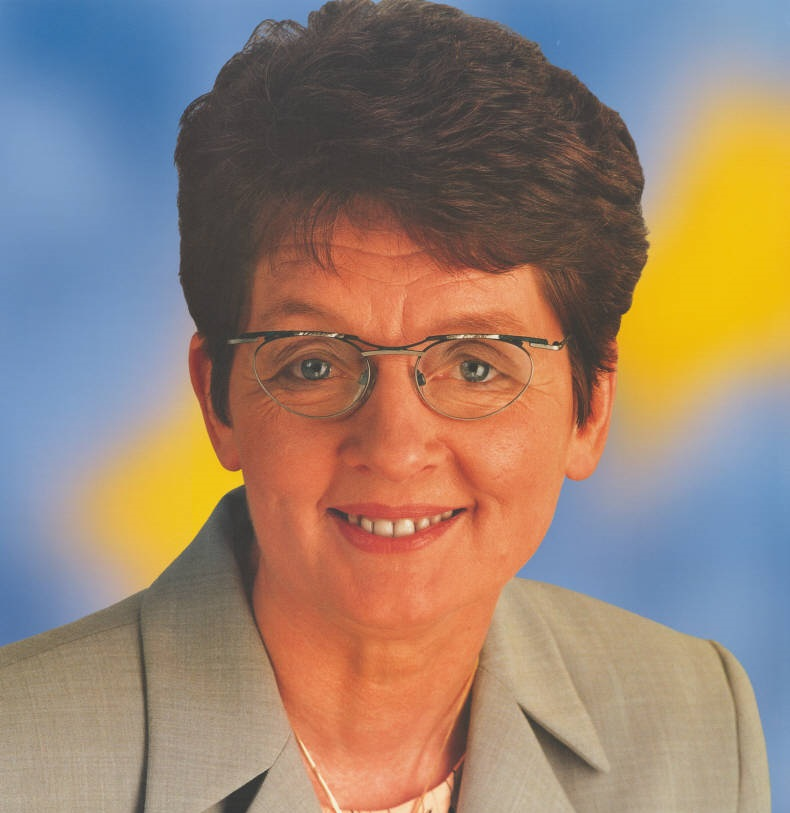
Elisabeth Jeggle auf einem Europawahlplakat 1999

Elisabeth Jeggle (* 21. Juli 1947 in Untermarchtal) ist eine deutsche Politikerin. Sie war von 1999 bis 2014 Europaabgeordnete der CDU für Baden-Württemberg in der Europäischen Volkspartei.

## Leben und Ausbildung
Nach der mittleren Reife 1964 machte Elisabeth Jeggle von 1964 bis 1967 eine Ausbildung zur Hauswirtschafterin. Ab 1968 arbeitete sie als Bäuerin im landwirtschaftlichen Betrieb des Ehemannes. 1978 legte sie die Prüfung zur Meisterin der städtischen Hauswirtschaft und 1979 zur Meisterin der ländlichen Hauswirtschaft ab.

## Politik
Elisabeth Jeggle ist Mitglied der CDU und dort in verschiedenen Vorstandsämtern aktiv. Unter anderem ist sie seit 1993 Stellvertretende Bezirksvorsitzende der CDU Württemberg-Hohenzollern, seit 1994 Stellvertretende Kreisvorsitzende der CDU Biberach, seit 1994 Mitglied im CDU-Bundesfachausschuss Agrarpolitik und seit 1995 Mitglied des CDU-Landesvorstands Baden-Württemberg.
Kommunalpolitisch ist sie seit 1999 als Mitglied im Kreistag Biberach engagiert.
Im Europaparlament war Elisabeth Jeggle Mitglied im Vorstand der EVP-ED-Fraktion und Stellvertretende Vorsitzende der CDU/CSU-Gruppe im Europäischen Parlament.
Aufgaben und Zuständigkeiten:
- Mitglied im Ausschuss für Landwirtschaft und ländliche Entwicklung
- Stellvertreterin für den Ausschuss für Verkehr und Fremdenverkehr
- Stellvertreterin für den Ausschuss für die Rechte der Frau und die Gleichstellung der Geschlechter
- Mitglied der Delegation in den Parlamentarischen Kooperationsausschüssen EU-Kasachstan, EU-Kirgistan und EU-Usbekistan sowie für die Beziehungen zu Tadschikistan, Turkmenistan und der Mongolei

In der Periode 2009 bis 2014 war Jeggle Stellvertretende Vorsitzende in der Delegation für die Beziehungen zu Kanada. Sie war Mitglied und Ausschuss für Landwirtschaft und ländliche Entwicklung und im Unterausschuss Menschenrechte. Als Stellvertreterin war sie im Ausschuss für auswärtige Angelegenheiten, in der Delegation in den Ausschüssen für parlamentarische Kooperation EU-Kasachstan, EU-Kirgistan und EU-Usbekistan sowie für die Beziehungen zu Tadschikistan, Turkmenistan und der Mongolei. Ebenso war sie in der Delegation für die Beziehungen zu Australien und Neuseeland.

## Mitgliedschaften
Jeggle war Mitglied der Europa-Union Parlamentariergruppe Europäisches Parlament.

## Weitere Ämter
Elisabeth Jeggle ist seit 2001 Stiftungsratsvorsitzende der Stiftung Katholische Freie Schule der Diözese Rottenburg-Stuttgart und Vorsitzende der Landfrauen im Bezirk Biberach sowie in vielen anderen Vereinen. Jeggle ist Mitglied der Europa-Union Parlamentariergruppe Europäisches Parlament.
Seit 2005 ist Jeggle Schirmherrin der Mühlenstraße Oberschwaben.

## Auszeichnungen
2016 bekam Elisabeth Jeggle den Verdienstorden des Landes Baden-Württemberg verliehen. Im Jahr  2022 erhielt sie den Preis der World League for Freedom and Democracy (Deutschland).